# Stor-Korsträsket
Stor-Korsträsket är en sjö i Älvsbyns kommun i Norrbotten och ingår i Piteälvens huvudavrinningsområde. Sjön är 18,7 meter djup, har en yta på 3,59 kvadratkilometer och befinner sig 81 meter över havet. Stor-Korsträsket ligger i Piteälven Natura 2000-område. Sjön avvattnas av vattendraget Korsträskbäcken.

## Delavrinningsområde
Stor-Korsträsket ingår i det delavrinningsområde (729476-173084) som SMHI kallar för Utloppet av Stor-Korsträsket. Medelhöjden är 126 meter över havet och ytan är 28,31 kvadratkilometer. Räknas de 2 avrinningsområdena uppströms in blir den ackumulerade arean 60,4 kvadratkilometer. Korsträskbäcken som avvattnar avrinningsområdet har biflödesordning 2, vilket innebär att vattnet flödar genom totalt 2 vattendrag innan det når havet efter 57 kilometer. Avrinningsområdet består mestadels av skog (64 procent). Avrinningsområdet har 3,74 kvadratkilometer vattenytor vilket ger det en sjöprocent på 13,2 procent. Bebyggelsen i området täcker en yta av 0,36 kvadratkilometer eller 1 procent av avrinningsområdet.